# Безприданниця (фільм, 1936)
«Безприданниця» — радянський художній фільм 1936 року режисера Якова Протазанова за однойменною п'єсою російського письменника Олександра Островського.

## Сюжет
Ларисі Огудаловій пора вступати в шлюб. І шанувальників у неї багато, але нареченим потрібен посаг, а у Лариси його немає. Юлій Карандишев не був найпомітнішим з її кавалерів, але єдиний зробив пропозицію, яку Лариса без особливої радості приймає. Готується весілля. І тут в місто приїжджає блискучий пан Сергій Паратов, якого Лариса колись любила. Між ними знову спалахують давні почуття, і Лариса тікає з Паратовим на прогулянку за Волгою. Там, після пікніка, відбувається їх рішуче пояснення, в ході якого Паратов зізнається, що він вже заручений. Між Ларисою і підоспілим Карандишевим відбувається бурхлива сцена, Карандишев пред'являє на неї свої права, але для Лариси він занадто мізерний і нікчемний. Тоді він вбиває її пострілом з пістолета («Так не діставайся ж ти нікому!»), і для Лариси, що розчарувалася в суворих життєвих реаліях, смерть стає великим благом.

## У ролях
- Ніна Алісова —  Лариса Дмитрівна Огудалова
- Ольга Пижова —  Харита Гнатівна Огудалова
- Анатолій Кторов —  Сергій Сергійович Паратов
- Михайло Климов —  Мокій Пармьонич Кнуров
- Борис Тенін —  Василь Данилович Вожеватов
- Володимир Балихін —  Юлій Капітонич Карандишев
- Володимир Попов —  Робінзон
- Микола Гладков —  Гаврило
- Варвара Рижова —  Єфросинія Потапівна, тітка Карандишева
- Микола Боярський —  хлопчик

## Знімальна група
- Режисер-постановник: Яків Протазанов
- Сценарій: Яків Протазанов, Володимир Швейцер
- Оператор: Марк Магідсон
- Старший асистент режисера: Олександр Роу
- Асистент режисера: В. Кадочников
- Художники: Анатолій Арапов, С. Кузнецов
- Композитор: Давид Блок, а також фрагменти творів Петра Чайковського і російських народних пісень.